# Энцефаляртос поперечно-жильчатый
Энцефаляртос поперечно-жильчатый (лат. Encephalartos transvenosus) — вечнозелёное древовидное растение рода Энцефаляртос (Encephalartos).

## Описание
Ствол 12 м высотой, 40-45 см диаметром. Листья длиной 150-250 см, тёмно-зелёные, сильно блестящие, хребет желтоватый, прямой, жёсткий; черенок прямой, без колючек. Листовые фрагменты ланцетные или яйцевидные; средние - 16-25 см длиной, 25-45 мм в ширину. Пыльцевые шишки 1-4, яйцевидные, жёлтые, длиной 30-40 см, 13-15 см диаметром. Семенные шишки 1-4, яйцевидные, жёлтые, длиной 50-80 см, 20-30 см диаметром. Семена продолговатые, длиной 40-50 мм, шириной 20-27 мм, саркотеста красная.

## Распространение
Вид распространён на большой площади в провинции Лимпопо, ЮАР. Ареал мозаичный. Встречается на высоте от 600 до 1500 м над уровнем моря. Все места произрастания находятся в зонах горного тумана. Растения растут на высокотравных лугах и кустистых территориях, в основном на крутых скалистых склонах, обращённых на юго-восток.

## Взаимодействие с человеком
Угрозу представляют коллекционеры, собирающие растения, и потеря среды обитания в некоторых местах. Популяции найдены в следующих заповедниках: Lekgalameetse Nature Reserve, Mphaphuli Cycad Reserve, en:Modjadji Nature Reserve, The Wolkberg Wilderness Area, Happy Rest Nature Reserve.